# サミュエル・ムトゥサミ
サミュエル・ムトゥサミ（フランス語: Samuel Moutoussamy、1996年8月12日 - ）は、コンゴ民主共和国とフランス、グアドループのサッカー選手。コンゴ民主共和国代表。ポジションはMF。

## クラブ歴
2017年8月12日にFCナントでリーグ・アンに出場しプロ初出場となった。
2020年10月6日にフォルトゥナ・シッタートに1シーズンの期限付き移籍となった。翌シーズンにナントに復帰した。

## 代表歴
2019年10月10日に行われたアルジェリア代表との親善試合で代表初出場を記録した。

## 私生活
父はタミル系グアドループ人で母はコンゴ民主共和国人。